# Coriano

Coriano (Curién en dialecte romagnol) est une commune italienne de la province de Rimini dans la région Émilie-Romagne en Italie.

## Géographie
Coriano est situé au croisement de la route qui mène de Rimini 9 km, à Montefiore Conca 12 km et celle de Misano Monte 5 km, à Saint-Marin 15 km.

## Histoire
Les antiques origines de Coriano remontent à l’époque des Ombriens, des Etrusques et des Romains et depuis le XIIe siècle fut une terre de conquête pour toutes les armées qui combattirent en Italie.

Les conquêtes successives portent le nom des Malatesta, des Borgia, de la République de Venise, des troupes espagnoles et des troupes papales.
En 1528, la cité fut donnée à la famille Sassatelli d’Imola par le pape, en échange de son opposition à la famille des Malatesta. Les Sassatelli reconstruisirent le château en créant pour la ville de Coriano ses propres armoiries « Trois monts d’argent sur fond azur ». À partir de là, Coriano devint une importante zone agricole dans la province de Rimini et siège d’arrondissement de six communes (Misano, Monte Colombo, Morciano di Romagna, Montescudo, San Clemente (Italie) et Coriano).

Durant la Seconde Guerre mondiale, se trouvant sur la ligne gothique, la commune de Coriano fut complètement détruite en septembre 1944. À l’entrée du pays un cimetière militaire anglais compte 1940 tombes. 

### Les 7 châteaux de Coriano
Vers la fin XIIIe siècle, « Mastin Vecchio » Malatesta réussi à établir sa seigneurie sur Rimini. Les trois fils (Gianciotto, Malatestino dell'Occhio, Pandolfo I) consolidèrent le pouvoir de la famille en élargissant leurs domaines en achetant les châteaux et les territoires de l’église de Ravenne.
Coriano« Villa Corliani » fut possession  des Malatesta en 1356, quand l’église de Ravenne céda plusieurs sites fortifiés de la zone de Pesaro et de Rimini, dont Montecolombo, Montescudo et Croce.
à Malatesta Guastafamiglia.
 
En 1528, le pape Clément VII assigne aux frères Giovanni et Roberto Sassatelli d’Imola le château qui restera en leur possession  jusqu’en 1580.
 
De 1800 à la Seconde Guerre mondiale, le château très endommagé servit à divers services publics. 
PassanoCastrum Passani était l’édifice le plus ancien de la commune, d’après des documents qui attestent son passage, en 1141, à l’église de Rimini par le pape Lucius II, puis à la commune de Rimini et à la famille Malatesta en 1361.
Veccianoen 1355, Castrum Viciani se rebelle contre Rimini et pour le soumettre au Saint-Siège, en 1358, le pape Innocent VI le concède aux Malatesta. Aujourd’hui, une maison coloniale est bâtie sur les fondations de la forteresse qui possède encore ses souterrains.
Monte Taurodepuis le XIIIe siècle, Castrum Montis Tauri appartient à la commune de Rimini, hors de la juridiction de l’archevêché de Ravenne.
MulazzanoCastrum Mulatiati, propriété de la commune de Rimini, subit les mêmes aléas que Vecciano en 1355 et restera propriété des Malatesta jusqu’en 1468 pour, après la mort de Sigismondo Pandolfo Malatesta, fut occupé par Federico di Montefeltro.
Au début du XVIe siècle, le château passe aux mains des Vénitiens, puis de nouveau aux Malatesta jusqu’en 1517 ; année où le château fut saccagé par Francesco Maria della Rovere, du duché d’Urbino.
 
Les dégâts causés par la seconde guerre mondiale et quelques travaux urbains ont réduit le château quelques restes de la muraille et de la citerne. 
Cerasolola construction du Castrum Ceresolo remonte à 1200 et les bouleversements des années 1320 sont liés à la guerre entre les Guelfes commandés par Pandolfo Malatesta et les Gibelins des comtes de Montefeltro, qui détruisirent complètement le château.
Reconstruit par Galeotto Malatesta en 1380, le château restera à cette famille jusqu’en 1469, année où il fut occupé par le Saint-Siège et par Federico da Montefeltro, jusqu’en 1504 où il passa sous la domination des Vénitiens.

Aujourd’hui, ne sont visibles que quelques ruines incorporées dans les habitations contemporaines.
Besanigoconstruit en 1430 par Sigismondo Pandolfo Malatesta, puis passa à son fils Roberto en 1468. Occupé par les Vénitiens (1500), par les Montefeltro, puis par la commune de Rimini, pour être détruit en 1517 par Francesco Maria della Rovere. Aujourd’hui, seuls les restes de la muraille sont encore visibles.

## Lieux d’intérêt et évènements

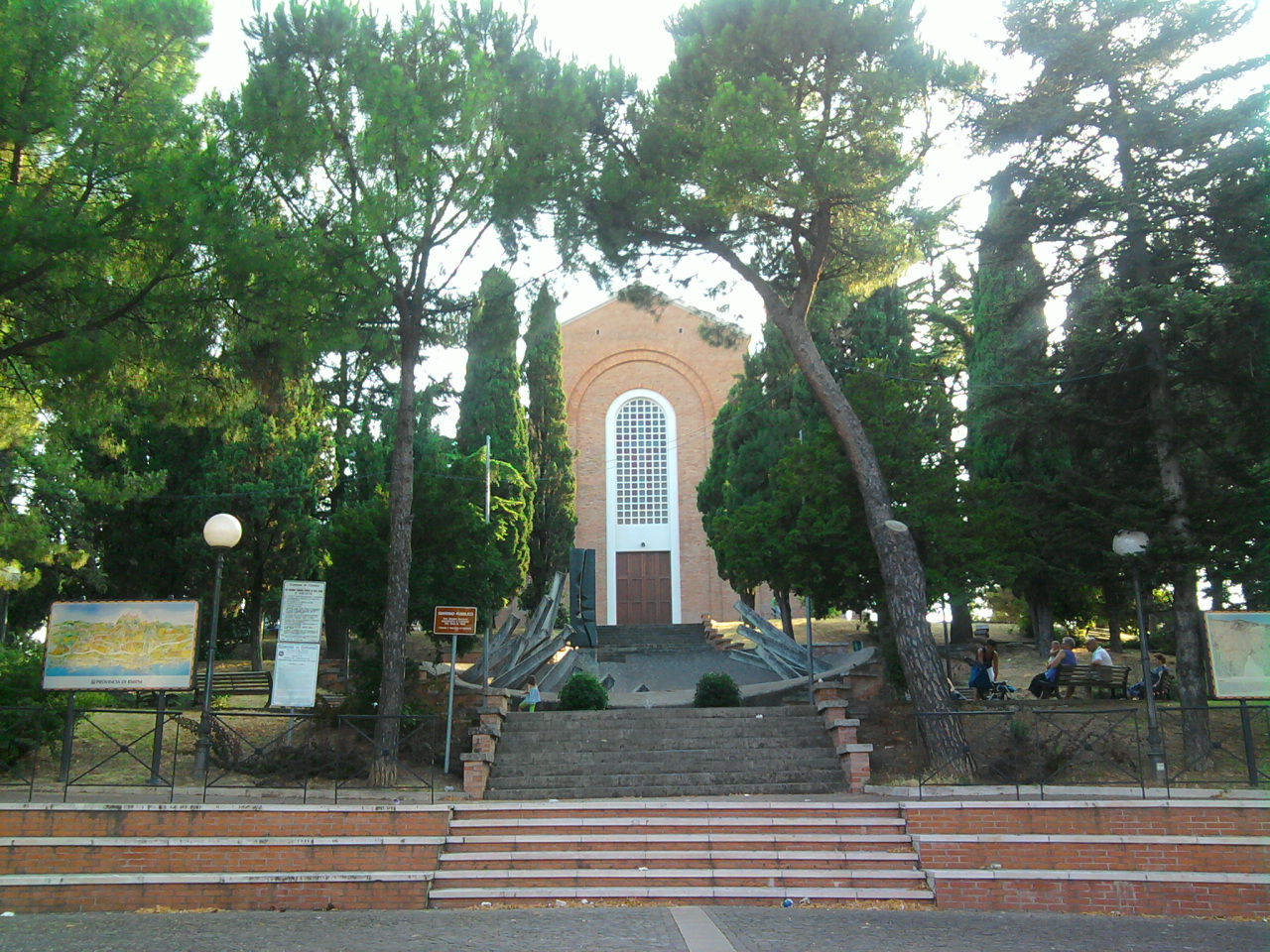
L’église Santa Maria Assunta

- Les restes des 7 châteaux médiévaux.
- Le cimetière militaire britannique.
- Le parc fluvial du fleuve Marano (activités diverses).
- La foire de l’olive le troisième et quatrième dimanche de novembre.
- Communauté de San Patrignano.

## Administration
| Période                                  | Période  | Identité          | Étiquette     | Qualité |
| ---------------------------------------- | -------- | ----------------- | ------------- | ------- |
| 07/05/2012                               | En cours | Domenica Spinelli | Liste civique |         |
| Les données manquantes sont à compléter. |          |                   |               |         |

### Hameaux
Coriano (Pedrolara e Passano); Sant'Andrea in Besanigo (Puglie); Ospedaletto (Pian della Pieve, San Patrignano (où se trouve la communauté de San Patrignano), Fienile, Monte Tauro, Vecciano, Vallecchio, Cavallino); Cerasolo (Cerasolo Ausa); Mulazzano.

### Communes limitrophes
Misano Adriatico, Monte Colombo, Montescudo, Riccione, Rimini, San Clemente

## Population

### Évolution de la population en janvier de chaque année
| 1861  | 1901  | 1921  | 1951  | 1961  | 1971  | 1981  | 1991  | 2001  |
| ----- | ----- | ----- | ----- | ----- | ----- | ----- | ----- | ----- |
| 5 182 | 6 574 | 7 781 | 6 816 | 5 966 | 5 134 | 6 104 | 7 385 | 8 501 |

| 2011   | - | - | - | - | - | - | - | - |
| ------ | - | - | - | - | - | - | - | - |
| 10 267 | - | - | - | - | - | - | - | - |

## Personnalités liées à la commune
- Marco Simoncelli (1987-2011), pilote motocycliste, champion du monde 2008 dans la catégorie 250 cm³.

## Sources
- (it) Cet article est partiellement ou en totalité issu de l’article de Wikipédia en italien intitulé « Coriano » (voir la liste des auteurs) le 20/06/2012.

## Note
1. ↑  (it) Popolazione residente e bilancio demografico sur le site de l'ISTAT.